# Старая Ямская Слобода
Старая Ямская Слобода — село в составе  Пурдошанского сельского поселения Темниковского района Республики Мордовия.

## География
Находится на расстоянии примерно 22 километра на восток от районного центра города Темников.

## История
Упоминается с 1695 года там была построена деревянная Никольская церковь. Слобода была поселением темниковских ямщиков. В 1869 году оно было учтено как Старо-Ямская Слобода Краснослободского уезда из 46 дворов.

## Население
Постоянное население составляло 35 человек (русские 100%) в 2002 году, 6 в 2010 году .